# Zaida (muller d'Alfons VI)
Zaida (1063-1107) va ser una princesa musulmana de l'Àndalus, nora d'al-Mútamid i concubina d'Alfons VI de Castella, amb qui va tenir l'infant Sancho Alfónsez, mort a la batalla d'Uclés (1108).

## Primeres dades
El seu naixement es va produir cap a l'any 1063, a l'Àndalus. El Cronicón de Cardeña diu que era neboda de Auenafalge, personatge que Menéndez Pidal, a la seva obra La España del Cid, identifica amb al-Hàjib, rei de Lleida i Dénia (1081-1090).
El seu origen i les seves relacions amoroses amb Alfons VI han estat objecte de diverses interpretacions contradictòries entre si, començant per qualificar-la com a filla del rei al-Mútamid de Sevilla i continuant amb la suposada dot que va portar al seu matrimoni amb el rei, la qual cosa posteriorment la historiografia ha demostrat que era falsa.
Les primeres informacions verídiques sobre la vida de Zaida les proporciona la crònica àrab Al-bayan al-múghrib, d'Ibn Idari, traduïda per Évariste Lévi-Provençal. Aquesta crònica, escrita l'any 1306 i trobada a principis del segle xx a la mesquita al-Qarawiyyín de Fes, diu que es va casar amb Abu-Nasr al-Fat·h al-Mamun, rei taifa de Còrdova, fill del rei sevillà al-Mútamid. Per tant, va ser nora i no pas filla del rei de Sevilla.

## La Presa de Toledo i la vinguda dels Almoràvits.
Alfons VI de Castella prengué Toledo l'any 1085. Alarmats, els andalusins, que veien perillar els seus regnes, prengueren la decisió (no sense grans objeccions) de cridar al seu auxili a uns adobats guerrers nòmades berbers, de l'altre costat de l'estret, anomenats almoràvits.

El rei sevillà Al-Mu'tamid els demanà ajuda en aquests termes:
"Ell [Alfons VI] ha vingut demanant-nos púlpits, minarets, mihrabs i mesquites per aixecar en elles creus i que siguin governades pels seus monjos. […] Déu ens ha concedit un regne en premi a la vostra Guerra Santa i a la defensa dels Seus drets, per vostra tasca […] i ara compteu amb molts soldats de Déu que, lluitant, guanyaran en vida el paradís."
La dispersió dels barris cordovesos i la connivència dels seus habitants van influir decisivament perquè el 26 de març de 1091 caigués la capital. Diu Ibn Abbad, a les seves cartes:
"Fath al-Ma'mun va intentar obrir-se pas amb l'espasa a través dels enemics i dels traïdors però va sucumbir al nombre. Se li va tallar el cap, el qual el van posar a la punta d'una llança i la van passejar amb triomf."

## Naixement de Sancho
Molt s'ha debatut sobre el naixement de Sancho, ja que les cròniques són contradictòries. El més probable és que nasqués en el segon semestre de l'any 1093 o al primer de l'any 1094.
El rei castellà era d'edat madura i després de cinc matrimonis i dos concubinats, no tenia cap fill home que el succeís en el tron. Des del mateix moment en què va néixer Sancho, el rei el va reconèixer com el seu directe descendent cridat a governar Lleó, Castella, Galícia, Portugal i la resta dels comtats. A El Quirógrafo de la Moneda es dona la notícia que el seu pare l'havia nomenat governador de Toledo l'any 1107.
A les fonts bibliogràfiques no queda clar si Zaida va ser concubina, esposa o ambdues coses, primer concubina i després esposa. En la crònica De Rebus Hispaniae, de l'arquebisbe de Toledo, Rodrigo Jiménez de Rada, se la situa entre les esposes d'Alfons VI. Però la Crònica Najerense i el Chronicon Mundi indiquen que zaida va ser concubina i no dona d'Alfons VI.
"savis i literats musulmans caminaven al costat del rei, la moneda s'encunyava en tipus semblants als àrabs, els cristians vestien segons els costums mores i fins als clergues mossàrabs de Toledo coneixien molt poc el llatí, a jutjar per les anotacions marginals de molts dels seus breviaris".

## Descendència
Fruit de la seva relació amb el rei Alfons VI, van néixer tres fills:
- Sancho Alfónsez (1093-1108), el seu únic fill home i hereu al tron, va morir en la batalla d'Uclés.
- Elvira (1100-1135), va contreure matrimoni l'any 1117 amb Roger II de Sicília, rei de Sicília, amb descendència.
- Sança (1101-1125), primera esposa de Rodrigo González de Lara, comte de Liébana, amb qui va tenir Elvira Rodríguez, esposa del comte Ermengol VI d'Urgell.[11]

## Sepultura de Zaida.
"a Sahagún descansa en túmul alt el rei i sota una senzilla làpida descansa Isabel i el jove Sancho, el seu fill."
| UNA LUCE PRIUS SEPTEMBRIS QUUM FORET IDUS SANCIA TRANSIVIT FERIA II HORA TERTIA ZAYDA REGINA DOLENS PEPERIT |

Però en el Panteó de Reis Sant Isidoro de Lleó es conserva una altra làpida l'epitafi, redactat en termes llatins, diu així
| H. R. REGINA ELISABETH, UXOR REGIS ADEFONSI, FILIA BENAUET REGIS SIVILIAE, QUAE PRIUS ZAIDA FUIT VOCATA. |

Atès que no es pot estar enterrat en dos llocs alhora, Enrique Flórez suggereix que probablement primer va ser enterrada al lloc on va morir i, després, les seves restes mortals van ser traslladades a Sahagún.
El sepulcre que contenia les restes d'Alfons VI va ser destruït l'any 1810, durant l'incendi que va patir el monestir de San Benito. Les restes mortals del rei i els de diverses de les seves esposes, entre ells els de Zaida, van ser recollits i conservats a la cambra abacial fins a l'any 1821, quan els monjos van ser expulsats del monestir, sent llavors dipositats per l'Abat Ramon Alegries en una caixa, que va ser dipositada en el mur meridional de la capella del Crucifix. Les restes van romandre sepultades allà fins que, el gener de l'any 1835, van ser recollides, dipositades en una altra caixa i traslladades a l'arxiu del monestir. L'objectiu era dipositar les restes reals en un nou santuari que llavors es trobava en construcció.
No obstant això, quan el monestir de San Benito va ser desamortitzat l'any 1835, els monjos van lliurar les dues caixes amb les restes reals a un familiar d'un religiós, el qual les va ocultar, fins que l'any 1902 van ser trobades pel catedràtic del Institut de Zamora, Rodrigo Fernández Núñez.
Actualment, les restes del rei Alfons VI reposen al monestir de benedictines de Sahagún, als peus del temple, en un sepulcre de pedra llisa i amb una moderna coberta de marbre i, en un sepulcre proper, hi ha les restes de diverses de les esposes del rei, entre ells les que s'atribueixen a Zaida.
Les restes que es conserven de la reina Zaida (la volta cranial, la clavícula dreta, l'húmer esquerre i la meitat distal del radi d'aquest mateix costat) dictaminen que tenia una alçada de 152,6 cm. Els especialistes que van estudiar les seves restes van arribar a la conclusió que, en el moment de la seva mort, tenia uns 30 anys, del que es dedueix que va néixer l'any 1063.
Segons indica l'epitafi d'una de les làpides que se li atribueixen, la reina va morir durant el postpart, el dijous 12 de setembre (no es llegeix l'any), però va haver de ser d'una filla o un fill que moriria a curta edat, ja que res se sap d'aquesta descendència.

## Homenatges
Conca ha volgut conèixer qui, d'una o altra manera, ha influït en la seva història i així, en el ple de l'Ajuntament del 16 de febrer de 1956, sent alcalde Bernardino Moreno Cañadas, es va adoptar l'acord d'atorgar un carrer, en el Polígon de Los Moralejos, a la Princesa Zaida. Actualment és un dels carrers principals de Conca.